# (3939) Huruhata
(3939) Huruhata (1953 GO) – planetoida z pasa głównego asteroid okrążająca Słońce w ciągu 5,5 lat w średniej odległości 3,11 j.a. Odkryta 7 kwietnia 1953 roku.